# Jezioro Łowne
Jezioro Łowne (Duże Łowne) – jezioro w Polsce położone na Równinie Charzykowskiej w województwie pomorskim, w powiecie chojnickim, w gminie Chojnice, w Zaborskim Parku Krajobrazowym w otulinie Parku Narodowego „Bory Tucholskie”. 
- Powierzchnia jeziora: 16,4 ha.
- Wysokość 123 m n.p.m.

Przy akwenie istnieje kąpielisko strzeżone, plaża, wypożyczalnia sprzętu pływającego (kajaki, rowery wodne, łodzie dla wędkarzy).